# Smohalla
Smohalla (¿1815? - 1907) fue un líder amerindio de los Wanapum, tribu localizada en el valle del río Columbia en el actual estado de Washington, Estados Unidos. En su juventud asistió a una misión católica de los Yakama, donde aprendió francés e instrucción cristiana. Participó asimismo en la guerra Yakama de 1855 -  1856. Se distinguió por ser un buen curandero. En 1860 fue atacado por un jefe de una tribu rival que le acusó de usar este oficio en su contra. Después de sanar de sus heridas, que le dejaron casi muerto, vagó sin rumbo por varios años en el oeste del país hasta alcanzar México. Al regresar con los suyos, quienes le habían creído muerto, les instó a retornar a las antiguas costumbres, ya que, al haberlas abandonado, había provocado la llegada del hombre blanco. Su doctrina era inspirada por Saghalee Tyee (Gran Jefe del cielo) y mezclaba enseñanzas católicas, nativas y del Movimiento de los Santos de los Últimos Días. Además propugnaba por la resistencia pacífica y el apego al terruño.
Smohalla entraba en estados de trance, en los cuales incluso era pinchado con objetos puntiagudos sin sentir nada. Al volver en sí mismo, revelaba los mensajes recibidos del mundo espiritual. Debido a esto era llamado «el soñador» y «soñadores» sus seguidores. El mensaje de Smohalla fue conocido en los territorios de los actuales estados de Washington, Oregón y Idaho, y en términos generales se oponía a las intenciones gubernamentales estadounidenses de que los nativos viviesen en reservas y se integrasen al nuevo sistema económico. Las palabras de Smohalla influenciaron al líder espiritual Wovoka y a Joseph el viejo, padre del Jefe Joseph, quien a su vez adoptó las enseñanzas de Wovoka.      